# 萩原章嘉
萩原 章嘉（はぎわら あきよし、1962年11月19日 - ）は、読売テレビのアナウンサー。

## 人物
静岡県焼津市の出身で、立教大学文学部卒業後の1985年4月1日付で、アナウンサーとして読売テレビに入社。入社後は、『2時のワイドショー』（自社制作）や『ズームイン!!朝!』（日本テレビ制作）といった全国ネット向けの生放送番組に出演していた。
所属部署の管理職（編成局アナウンス部の専門部長）などを経て、2022年の誕生日で正社員としての定年（60歳）に達したが、実際には定年の翌月（同年12月1日）以降も嘱託契約で「読売テレビアナウンサー」としての活動を続けている。

## 家族・親族
信州政財界の重鎮として知られた小坂善之助の玄孫である。曾祖父は第13代日本銀行総裁の深井英五（小坂の娘婿、妻すなわち萩原の曾祖母が小坂の次女）、祖父は天文学者・萩原雄祐（深井の娘婿、妻すなわち萩原の祖母が深井の長女）。叔父は日本テレビ元社長の萩原敏雄（雄祐の三男）、実弟は札幌テレビ放送の社員（元アナウンサー）である萩原隆雄。親族には小坂順造（善之助の長男で実業家・政治家、萩原の曾祖母の兄）、小坂善太郎（順造の長男で政治家、萩原の祖母の従弟）、小坂徳三郎（順造の三男で実業家・政治家、萩原の祖母の従弟）、小坂憲次（善太郎の次男で政治家、萩原の父の又従弟）らがおり、萩原家は深井家・小坂家を通じて三井財閥の創業者一族・三井家と姻戚関係で結ばれている（徳三郎の妻が三井家出身）。

## 逸話
- 花博開催時、中京テレビ放送の『早見優のアメリカンキッズ』に特別出演したことがある。

## 現在の担当番組
- NNNニュース各種関西ローカルニュースパート（『NNNストレイトニュース』など、不定期で担当）

## 過去の担当番組
- ズームイン!!朝! - よみうりテレビからの全国中継リポートキャスター（氏名テロップ表示は、通常は「萩原あきよし」、『プロ野球イレコミ情報』では「ハギー」）
- 2時のワイドショー
- あさパラ!（1996年 - 2001年）
- サスペンス予告（『サスペンス傑作劇場』エンディング時の告知紹介）
- ニューススクランブル - ナレーション
- 情報ライブ ミヤネ屋（夕焼けかわら版担当）
- かんさい情報ネットten!（2009年10月26日 - 30日） - 三浦隆志の代理
- おはよう!ドクター（ナビゲーター）
- 声〜あなたと読売テレビ（ - 2021年3月13日）- 後輩アナウンサー・森若佐紀子と共に担当